# 16 de maio
16 de maio é o 136.º dia do ano no calendário gregoriano (137.º em anos bissextos). Faltam 229 dias para acabar o ano.

## Eventos históricos

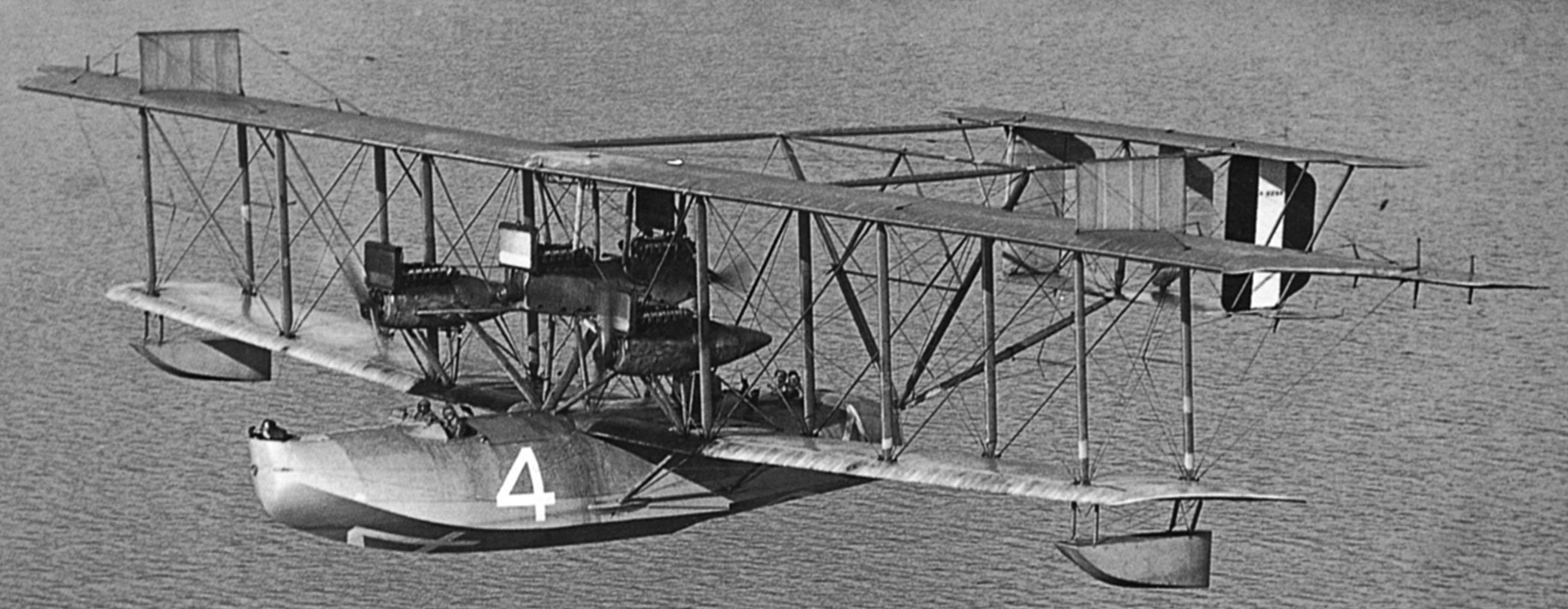
1919: Primeiro voo transatlântico.

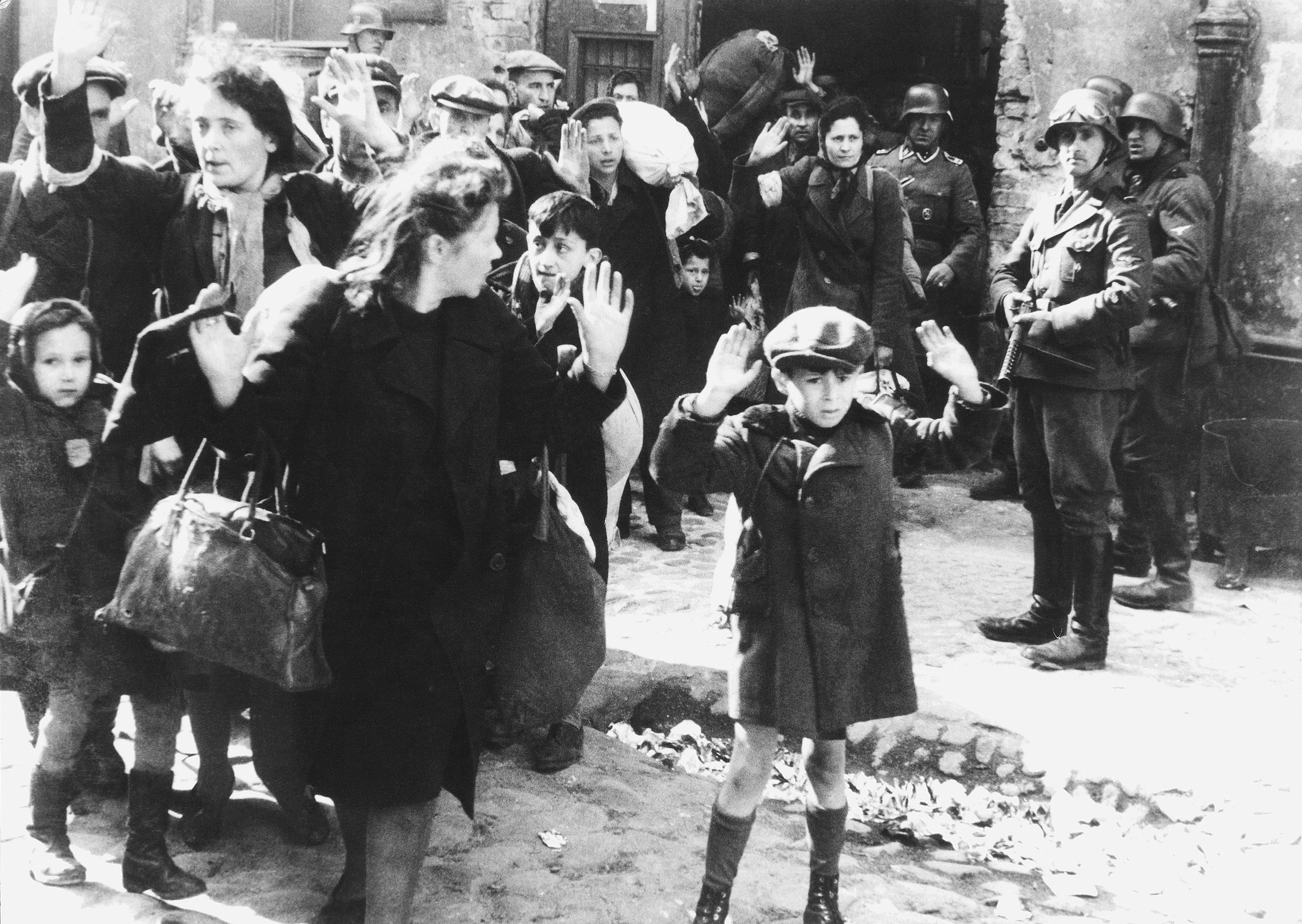
1943: Levante do Gueto de Varsóvia.

- 0218 — Júlia Mesa, tia do assassinado Caracala, é banida para sua casa na Síria pelo autoproclamado imperador Macrino. Declara seu neto de 14 anos, Heliogábalo, para ser imperador de Roma. Macrino é mais tarde deposto.
- 0946 — O imperador Suzaku abdica do trono em favor de seu irmão Murakami que se torna o 62º imperador do Japão.
- 1204 — Balduíno I de Constantinopla é coroado o primeiro imperador do Império Latino.
- 1364 — Guerra dos Cem Anos: Bertrand du Guesclin e um exército francês derrotam o exército anglo-navarro de Carlos, o Mau, em Cocherel.[1]
- 1426 — O governador Thado de Mohnyin torna-se rei de Ava (localizado na atual Myanmar).
- 1527 — Os florentinos expulsam os Médici pela segunda vez e Florença se restabelece como república.
- 1532 — Sir Thomas More renuncia ao cargo de Lord Chancellor da Inglaterra.
- 1568 — A rainha deposta da Escócia, Maria Stuart, foge para a Inglaterra.[2]
- 1739 — A Batalha de Baçaim termina quando o exército português é derrotado pelos indianos do Império Marata.
- 1770 — A princesa Maria Antonieta, com 14 anos de idade, se casa com o príncipe Luís-Augusto, com 15 anos de idade, sendo este o herdeiro do trono da França.
- 1811 — Guerra Peninsular: os aliados Espanha, Portugal e Reino Unido, derrotam os franceses na Batalha de Albuera.
- 1812 — O marechal de campo russo Mikhail Kutuzov assina o Tratado de Bucareste, pondo fim à Guerra Russo-Turca. A Bessarábia é anexada pela Rússia Imperial.
- 1822 — Guerra da Independência Grega: os turcos capturam a cidade grega de Souli.
- 1834 — Travada a Batalha de Asseiceira, o último e decisivo engajamento das Guerras Liberais em Portugal.
- 1877 — Ocorre a Crise de 16 de maio de 1877 na França.
- 1888 — Nikola Tesla ministra uma palestra descrevendo o equipamento que permitirá a geração eficiente e o uso de corrente alternada para transmitir energia elétrica por longas distâncias.
- 1891 — A Exposição Internacional de Eletricidade foi inaugurada em Frankfurt, Alemanha, apresentando a primeira transmissão de longa distância do mundo de corrente elétrica trifásica de alta potência.
- 1916 — Reino Unido e a França assinam o Acordo Secreto Sykes-Picot em tempo de guerra, dividindo antigos territórios otomanos como o Iraque e a Síria.
- 1919 — Um hidroavião Curtiss NC-4 comandado por Albert Cushing Read parte de Trepassey, Terra Nova, para Lisboa em Portugal, via Açores, no primeiro voo transatlântico.
- 1920 — Em Roma, o Papa Bento XV canoniza Joana d’Arc.
- 1925 — A primeira apresentação moderna da ópera Il ritorno d'Ulisse in patria de Claudio Monteverdi ocorre em Paris.
- 1929 — Em Hollywood, acontece a primeira cerimônia do Óscar.
- 1943
  - Holocausto: termina o Levante do Gueto de Varsóvia.
  - A Operação Chastise é realizada pelo Comando de Bombardeiros da Força Aérea Real com Avro Lancasters especialmente equipados para destruir as barragens de Mohne, Sorpe e Eder no vale do Ruhr.[3]
- 1960 — Theodore Maiman opera o primeiro laser óptico (um laser de rubi), nos Laboratórios de Pesquisa Hughes em Malibu, Estados Unidos.
- 1961 — Park Chung-hee lidera um golpe de Estado para derrubar a Segunda República da Coreia do Sul.
- 1966 — O Partido Comunista da China emite o "Aviso de 16 de maio", marcando o início da Revolução Cultural.
- 1969 — Programa Venera: Venera 5, uma sonda espacial soviética, pousa em Vênus.
- 1974
  - Josip Broz Tito é eleito presidente vitalício da Iugoslávia.
  - Na sequência da Revolução dos Cravos, toma posse em Portugal o I Governo Provisório, chefiado pelo primeiro-ministro Adelino da Palma Carlos.
- 1975
  - Siquim é anexado ao território da Índia.
  - Junko Tabei, do Japão, torna-se a primeira mulher a atingir o cume do Monte Everest.[4]
- 1977 — Iniciam-se as transmissões da primeira telenovela brasileira no canal de televisão português RTP: Gabriela.
- 1978 — Atentado à imagem de Nossa Senhora Aparecida.
- 1983 — Ocorre um atentado a bomba que destruiu a porta principal da Bolsa de Valores de São Paulo.
- 1984 — Toma posse na Guiné-Bissau o presidente João Bernardo Vieira, ocupando o cargo pela segunda vez.
- 1988
  - Drogas: O relatório do Cirurgião-geral dos Estados Unidos Charles Everett Koop afirma que as propriedades viciantes da nicotina são semelhantes às da heroína e da cocaína.
  - A rainha Isabel II do Reino Unido discursa em uma sessão conjunta do Congresso dos Estados Unidos. Foi a primeira monarca britânica a se dirigir ao Congresso deste país desde que este se separou do Império Britânico.
- 1997 — Mobutu Sese Seko, o presidente do Zaire (atual República Democrática do Congo), foge do país.
- 1999 — O Kuwait permite o sufrágio feminino em uma votação da Assembleia Nacional.
- 2001 — Em Salvador, estudantes são espancados pela Polícia Militar da Bahia em pleno campus da Universidade Federal da Bahia durante manifestação contra o então senador Antônio Carlos Magalhães. O ato fica conhecido como Passeata de 16 de maio.
- 2003 — No Marrocos, 33 civis são mortos e mais de 100 pessoas ficam feridas nos ataques terroristas de Casablanca.
- 2005 — O Kuwait permite o sufrágio feminino em uma votação de 35 a 23 na Assembleia Nacional.[5]
- 2011 — STS-134 (sequência de montagem da ISS voo ULF6), lançado do Centro Espacial John F. Kennedy no 25.º e último voo do ônibus espacial Endeavor.
- 2021 — Ocorrem as eleições para a Convenção Constitucional no Chile, cujo objetivo será redigir uma nova Constituição para o país.[6]

## Nascimentos

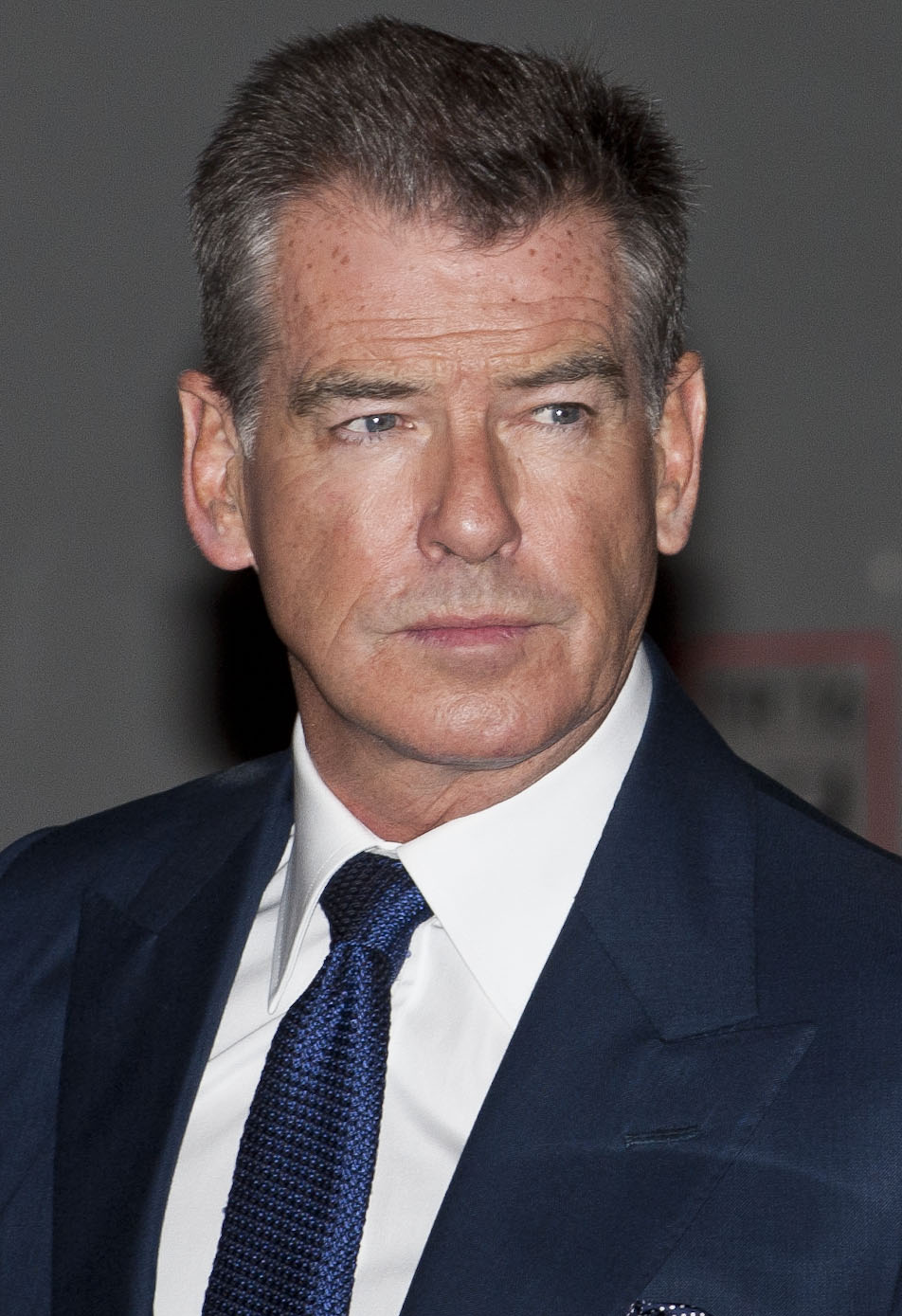
Pierce Brosnan

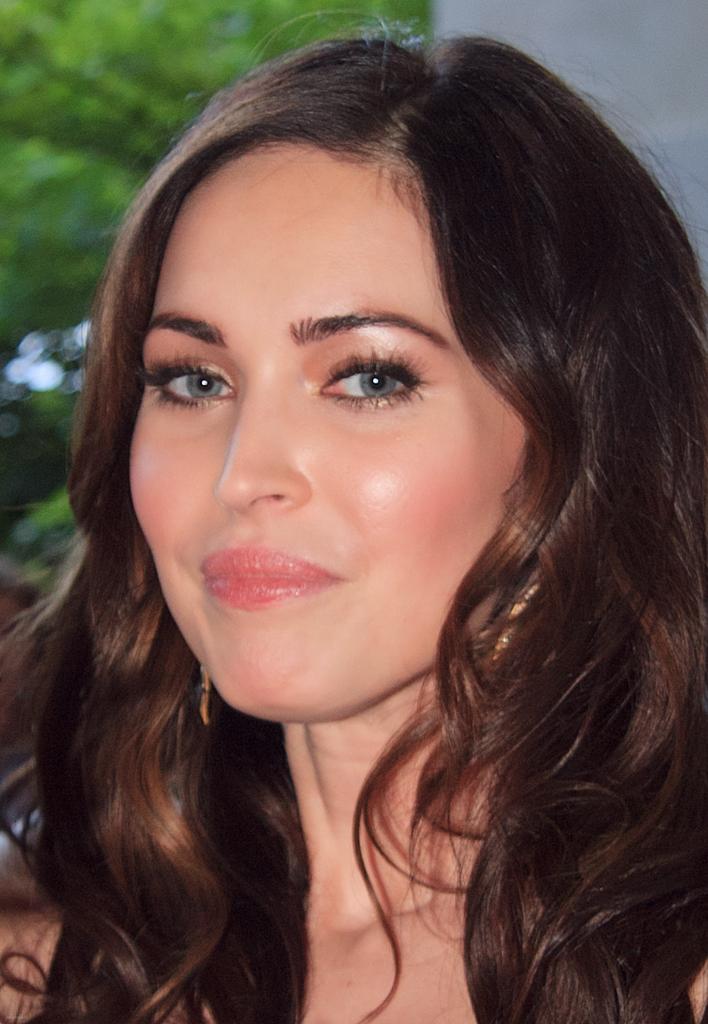
Megan Fox

### Anterior ao século XIX
- 1606 — John Bulwer, médico britânico (m. 1656).
- 1641 — Dudley North, político e economista inglês (m. 1691).
- 1718 — Maria Gaetana Agnesi, matemática italiana (m. 1799).
- 1763 — Louis Nicolas Vauquelin, farmacêutico e químico francês (m. 1829).

### Século XIX
- 1821 — Pafnuty Chebyshev, matemático russo (m. 1894).
- 1824 — Levi P. Morton, político estadunidense (m. 1920).
- 1831 — David Edward Hughes, físico galês (m. 1900).
- 1832 — Philip Danforth Armour, empresário estadunidense (m. 1901).
- 1876 — Fred Conrad Koch, bioquímico e endocrinologista estadunidense (m. 1948)
- 1887 — Maria Lacerda de Moura, anarquista e feminista brasileira (m. 1945).
- 1891 — Richard Tauber, tenor austríaco (m. 1948).
- 1893 — Ronald de Carvalho, escritor brasileiro (m. 1935).
- 1898 — Kenji Mizoguchi, cineasta e roteirista japonês (m. 1956).

### Século XX e XXI

#### 1901–1950
- 1905 — Henry Fonda, ator estadunidense (m. 1982).
- 1907 — Luigi Villoresi, automobilista italiano (m. 1997).
- 1909 — Margaret Sullavan, atriz estadunidense (m. 1960).
- 1915 — Mario Monicelli, cineasta italiano (m. 2010).
- 1916 — Ephraim Katzir, político israelense (m. 2009).
- 1917 — George Gaynes, ator estadunidense (m. 2016).
- 1919 — Liberace, showman estadunidense (m. 1987).
- 1925
  - Luiz de Carvalho, cantor brasileiro (m. 2015).
  - Nilton Santos, futebolista brasileiro (m. 2013).
- 1930 — Friedrich Gulda, maestro e pianista austríaco (m. 2000).
- 1931
  - K. Natwar Singh, político indiano (m. 2024).
  - Vujadin Boškov, futebolista e treinador de futebol sérvio (m. 2014).
- 1937 — Yvonne Craig, atriz estadunidense (m. 2015).
- 1940 — Sérgio Novis, médico brasileiro (m. 2024).
- 1943 — Ove Kindvall, ex-futebolista sueco.
- 1944 — Danny Trejo, ator estadunidense.
- 1945 — Massimo Moratti, empresário italiano.
- 1946 — Robert Fripp, músico britânico.
- 1948 — Jim Langer, ex-jogador de futebol americano estadunidense (m. 2019).

#### 1951–2000
- 1951 — Christian Lacroix, estilista francês.
- 1953 — Pierce Brosnan, ator irlandês.
- 1955
  - Debra Winger, atriz estadunidense.
  - Olga Korbut, ex-ginasta russa.
- 1957 — Antonio Maceda, ex-futebolista e treinador de futebol espanhol.
- 1959
  - Luis Reyna, ex-futebolista peruano.
  - Paulo Gorgulho, ator brasileiro.
- 1960
  - Paulinho Franco, cantor e compositor brasileiro.
  - George Israel, compositor e saxofonista brasileiro.
- 1961 — Charles Wright, ex-wrestler estadunidense.
- 1964
  - Boyd Tinsley, violinista estadunidense.
  - Luiz Carlos Tourinho, ator brasileiro (m. 2008).
- 1965
  - Krist Novoselic, músico estadunidense.
  - Vincent Regan, ator britânico.
- 1966 — Janet Jackson, cantora estadunidense.
- 1968
  - Ľuboš Micheľ, ex-árbitro de futebol eslovaco.
  - Ralph Tresvant, cantor estadunidense.
- 1969
  - Marco Kurz, ex-futebolista alemão.
  - David Boreanaz, ator estadunidense.
- 1970 — Gabriela Sabatini, ex-tenista argentina.
- 1972 — Kássio Nunes, jurista brasileiro.
- 1973
  - Tori Spelling, atriz estadunidense.
  - Oļegs Blagonadeždins, ex-futebolista letão.
- 1974 — Laura Pausini, cantora italiana.
- 1975 — Tony Kakko, vocalista finlandês.
- 1976 — Ana Paula Valadão, cantora brasileira.
- 1977 — Melanie Lynskey, atriz neozelandesa.
- 1978
  - Hoover Orsi, automobilista brasileiro.
  - Lionel Scaloni, futebolista argentino.
  - Thierry Figueira, ator brasileiro.
  - Vincent Larusso, ator estadunidense.
- 1979 — McKenzie Lee, atriz alemã.
- 1980
  - Mikel Alonso, futebolista espanhol.
  - Nuria Llagostera Vives, tenista espanhola.
- 1981
  - Brooke McClymont, cantora e compositora australiana.
  - Claudiano Bezerra da Silva, futebolista brasileiro.
  - Jim Sturgess, ator, cantor e compositor britânico.
  - Joseph Morgan, ator britânico.
  - Marius Niculae, futebolista romeno.
  - Ricardo Costa, futebolista português.
  - Sergei Novitski, ex-patinador artístico russo.
- 1982 — Łukasz Kubot, tenista polonês.
- 1983
  - Garmiani, DJ sueco.
  - Marcela Temer, ex-primeira-dama brasileira.
- 1984 — Darío Cvitanich, futebolista argentino.
- 1985
  - Ricardo Jesus, futebolista brasileiro.
  - Henrique Pacheco Lima, futebolista brasileiro
  - Soares, futebolista brasileiro.
  - Elias, futebolista brasileiro.
  - Stanislav Ianevski, ator búlgaro.
- 1986
  - Drew Roy, ator estadunidense.
  - Megan Fox, atriz e modelo estadunidense.
- 1987 — Bernardo Sousa, automobilista português.
- 1989
  - Behati Prinsloo, modelo namibiana.
  - Álvaro Domínguez, futebolista espanhol.
- 1990 — Thomas Brodie-Sangster, ator e músico britânico.
- 1991
  - Ashley Wagner, patinadora artística estadunidense.
  - Grigor Dimitrov, tenista búlgaro.
  - Amido Baldé, futebolista guinéu.
- 1992 — Kirstin "Kirstie" Taylor Maldonado, cantora estadunidense.
- 1993
  - Ricardo Esgaio, futebolista português.
  - IU, cantora sul-coreana.
- 1995 — Blair St. Clair, drag queen e cantora estadunidense.
- 1998 — Ariel Waller, atriz canadense.
- 1999 — Rin Usami, romancista japonesa.

### Século XXI
- 2002 — Kenneth Taylor, futebolista neerlandês.

## Mortes

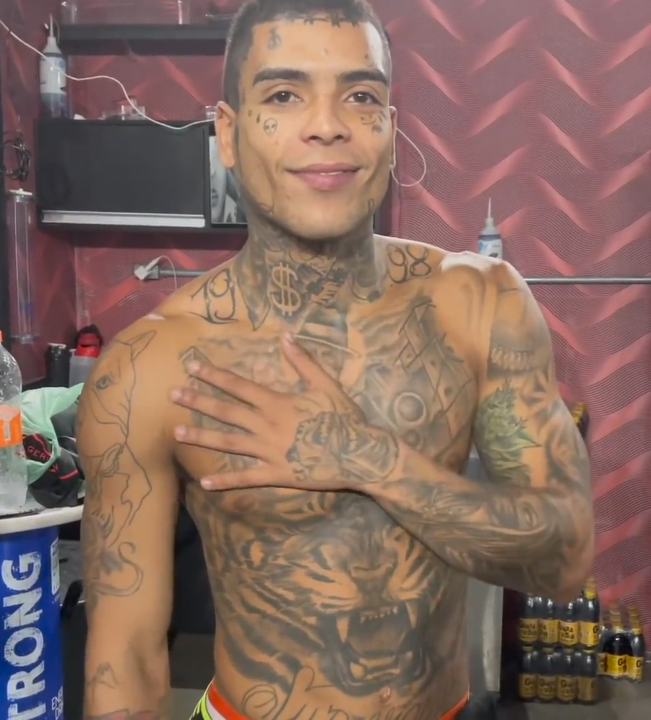
MC Kevin

### Anterior ao século XIX
- 0290 — Sima Yan, imperador da Dinastia Jin (n. 236).
- 0995 — Fujiwara no Michitaka, nobre e político japonês (n. 953).
- 1164 — Heloísa de Argenteuil, abadessa francesa (n. 1101).
- 1182 — João Comneno Vatatzes, general bizantino (n. 1132).
- 1265 — Simão Stock, carmelita inglês (n. 1165).
- 1375 — Liu Ji, poeta e estadista chinês (n. 1311).

- 1620 — William Adams, navegador inglês (n. 1564).
- 1657 — André Bobola, missionário e mártir polonês (n. 1591).
- 1669 — Pietro de Cortona, arquiteto italiano (n. 1596).
- 1696 — Maria Ana de Áustria, Rainha de Espanha (n. 1634).
- 1722 — Cristina Guilhermina de Hesse-Homburgo, duquesa de Mecklemburgo-Grabow (n. 1653).

### Século XIX
- 1826 — Luísa de Baden (n. 1779).
- 1830 — Jean-Baptiste Joseph Fourier, matemático e físico francês (n. 1768).
- 1835 — Felicia Hemans, poetisa britânica (n. 1793).

### Século XX
- 1938 — Joseph Strauss, engenheiro estadunidense (n. 1870).
- 1942 — Bronisław Malinowski, antropólogo polonês (n. 1884).
- 1990
  - Jim Henson, cartunista estadunidense (n. 1936).
  - Sammy Davis, Jr., cantor, ator e comediante estadunidense (n. 1925).
- 1995 — Lola Flores, cantora e atriz espanhola (n. 1923).
- 1999 — Luiz Armando Queiroz, ator e apresentador brasileiro (n. 1946).
- 2000 — Evald Hermaküla, ator estoniano (n. 1941).

### Século XXI
- 2001 — Roni Rios, humorista brasileiro (n. 1936).
- 2007 — Mary Douglas, antropóloga britânica (n. 1921).
- 2010 — Ronnie James Dio, músico e compositor ítalo-estadunidense (n. 1942).
- 2015 — Elias Gleizer, ator brasileiro (n. 1934).
- 2018 — Eloísa Mafalda, atriz brasileira (n. 1924).
- 2021
  - Bruno Covas, economista e político brasileiro (n. 1980).
  - MC Kevin, cantor e compositor brasileiro (n. 1998).
- 2024
  - Antero Greco, jornalista brasileiro (n. 1956).
  - Silvio Luiz, narrador brasileiro (n. 1934).
- 2025 — Maria Lúcia Godoy, cantora lírica brasileira (n. 1924).

## Feriados e eventos cíclicos

### Brasil
- Dia do Gari
- Aniversário do município de Nova Friburgo, Rio de Janeiro
- Aniversário do município de São João Nepomuceno, Minas Gerais
- Aniversário do município de São Pedro da Aldeia, Rio de Janeiro

### Portugal
- Feriado Municipal de Fafe

### Cristianismo
- Abdas de Susa
- André Bobola
- Brandão, o Navegador
- Honório de Amiens
- Illán, o Lavrador
- João Nepomuceno
- Peregrino de Auxerre
- Simão Stock

## Outros calendários
- No calendário romano era o 17.º dia (XVII) antes das calendas de junho.
- No calendário litúrgico tem a letra dominical C para o dia da semana.
- No calendário gregoriano a epacta do dia é xiii.